# Christoph Voll
Christoph Voll (27. července 1897, Mnichov, Německo – 16. června 1939, Karlsruhe, Německo) byl německý grafik a sochař. V roce 1937 byla jeho díla spolu s mnoha dalšími vystavena na výstavě Entartete Kunst v Mnichově.

## Život a dílo
Christoph Voll se vyučil sochařem u Selmara Wernera v Drážďanech a v roce 1919 se stal členem umělecké skupiny Dresdner Sezession Gruppe. V roce 1924 vystavoval se skupinou Novembergruppe na výstavě Große Berliner Kunstausstellung a přestěhoval se do Saarbrückenu, kde se stal ředitelem nově založené Státní školy umění a designu. V roce 1925 byl jmenován profesorem. V roce 1928 se odstěhoval do Karlsruhe na státní uměleckou školu, kde se mezi jeho studenty mimo jiné, objevil také malíř Artur Count.
Během období národního socialismu byla jeho díla klasifikována jako „degenerované umění“. I přesto nebyl v roce 1933 Voll propuštěn ze školství, ale jeho smlouva byla prodloužena o dva roky. Následovaly útoky studentů a kolegů, v roce 1935 proběhlo podrobnější „vyšetřování“, které vyústilo v „dohodu“. Byl „osvobozen od povinností“, ale bylo mu dovoleno používat studio a školní semináře, obzvláště k plnění státních zakázek. Kvůli dalším protestům a dle pokynů říšského ministerstva propagandy v březnu 1937 mu nebyla prodloužena pracovní smlouva. V červenci 1937 byla jeho díla zhanobena na výstavě „Entartete Kunst“ a 43 jeho děl bylo zabaveno.
Jeho jméno lze stále nalézt v seznamu členů Německé asociace umělců z roku 1936 – jako jeden z vystavujících umělců poslední výstavy DKB v Hamburger Kunstverein, která byla po deseti dnech násilně uzavřena Říšskou komorou pro výtvarné umění.
Full zemřel v roce 1939 ve věku 41 let, jeho hrob se nachází na hřbitově v dánském Oskby v Blaavandu.
V roce 2005 získalo Germanische Nationalmuseum ze soukromé sbírky pět soch umělce Arbeiter mit Kind (1922), Arbeiterfrau mit Kind (asi 1923), Der blinde Bettler (1923), Schwangere Frau (1923) stejně jako Der Kritiker – Porträt des Literaturkritikers Arthur Binz (asi 1925/1926). V roce 2012 byly v Mnichově znovu objeveny akvarely Mnich (1921) a Sprengmeister Hantsch (1922).

## Galerie

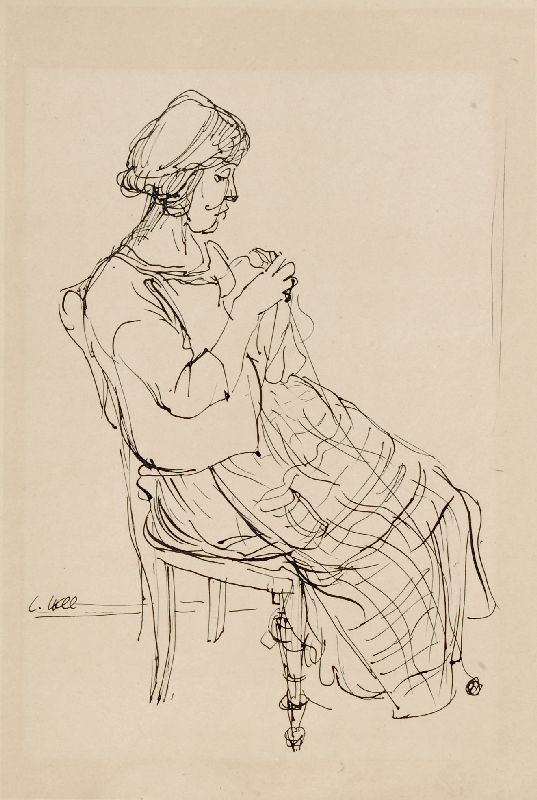
Christoph Voll, Erna Krake
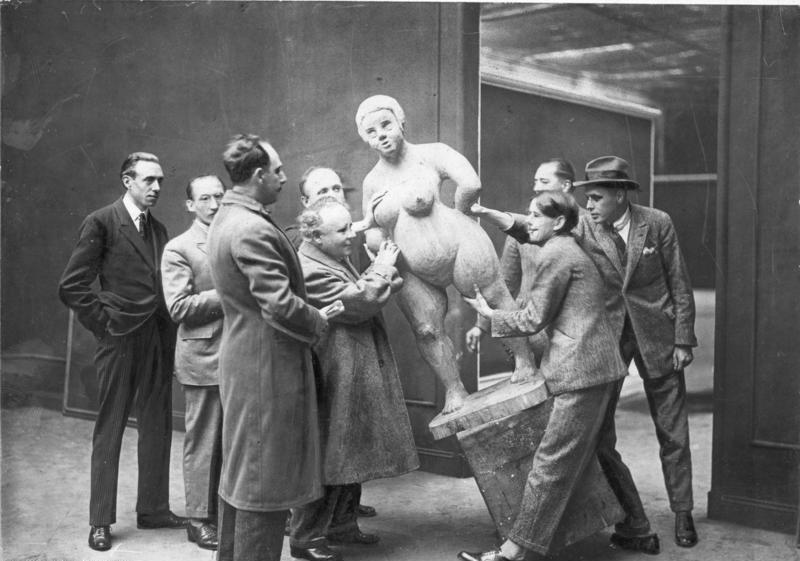
Socha Weiblicher Akt z lipového dřeva, přípravy na Berliner Kunstausstellung, Bundesarchiv
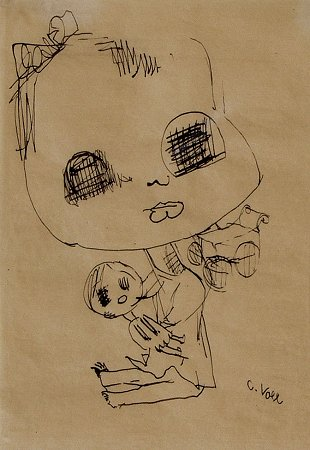
Christoph Voll, Kind mit Puppe
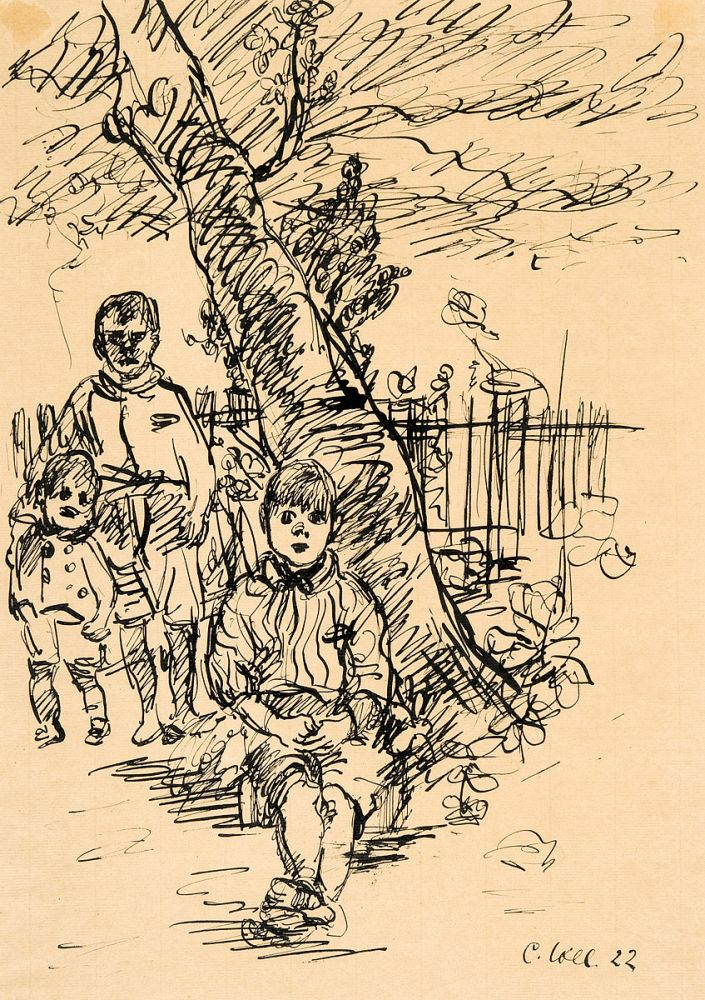
Christoph Voll, Kinder, 1922
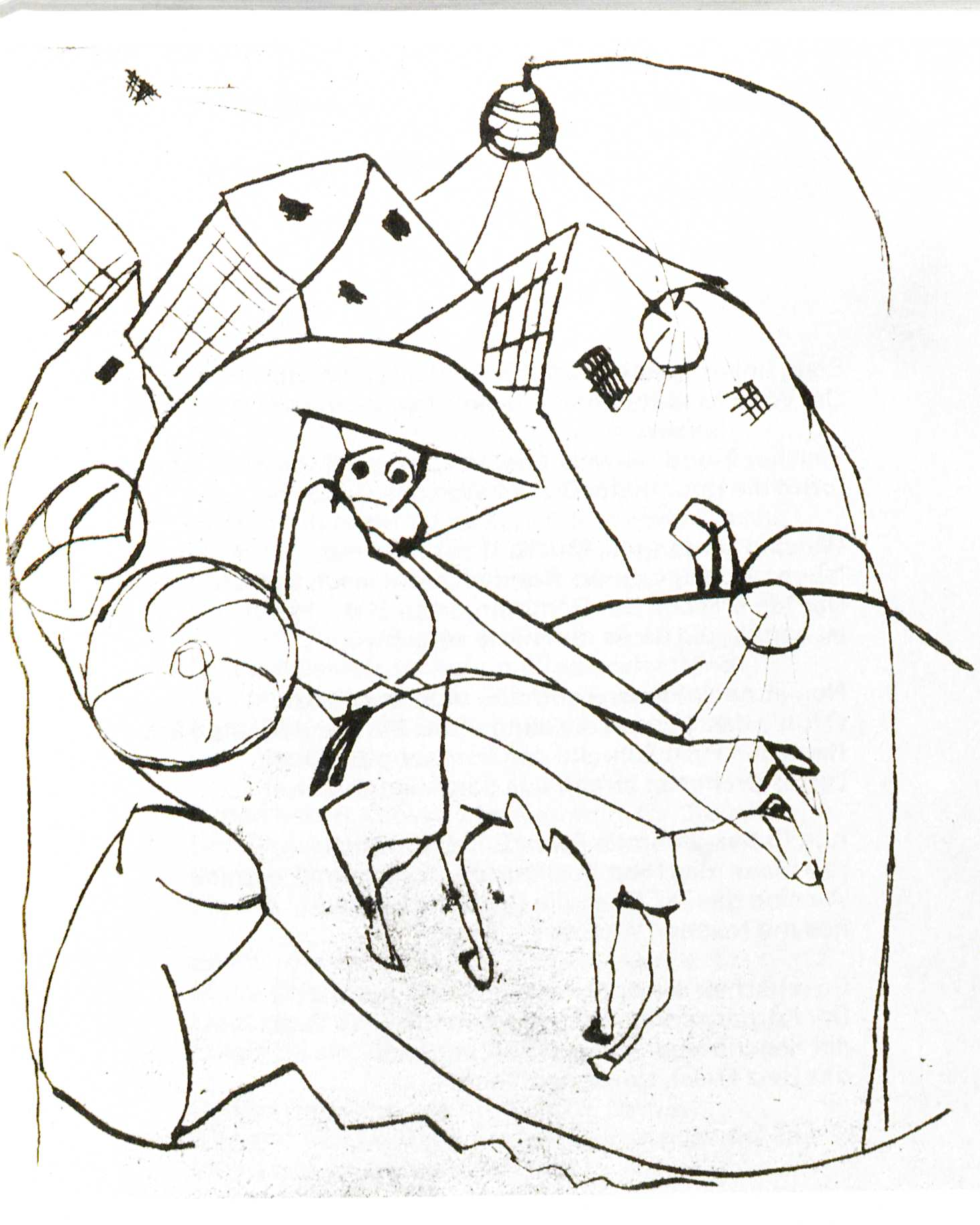
Christoph Voll, Müder Gaul
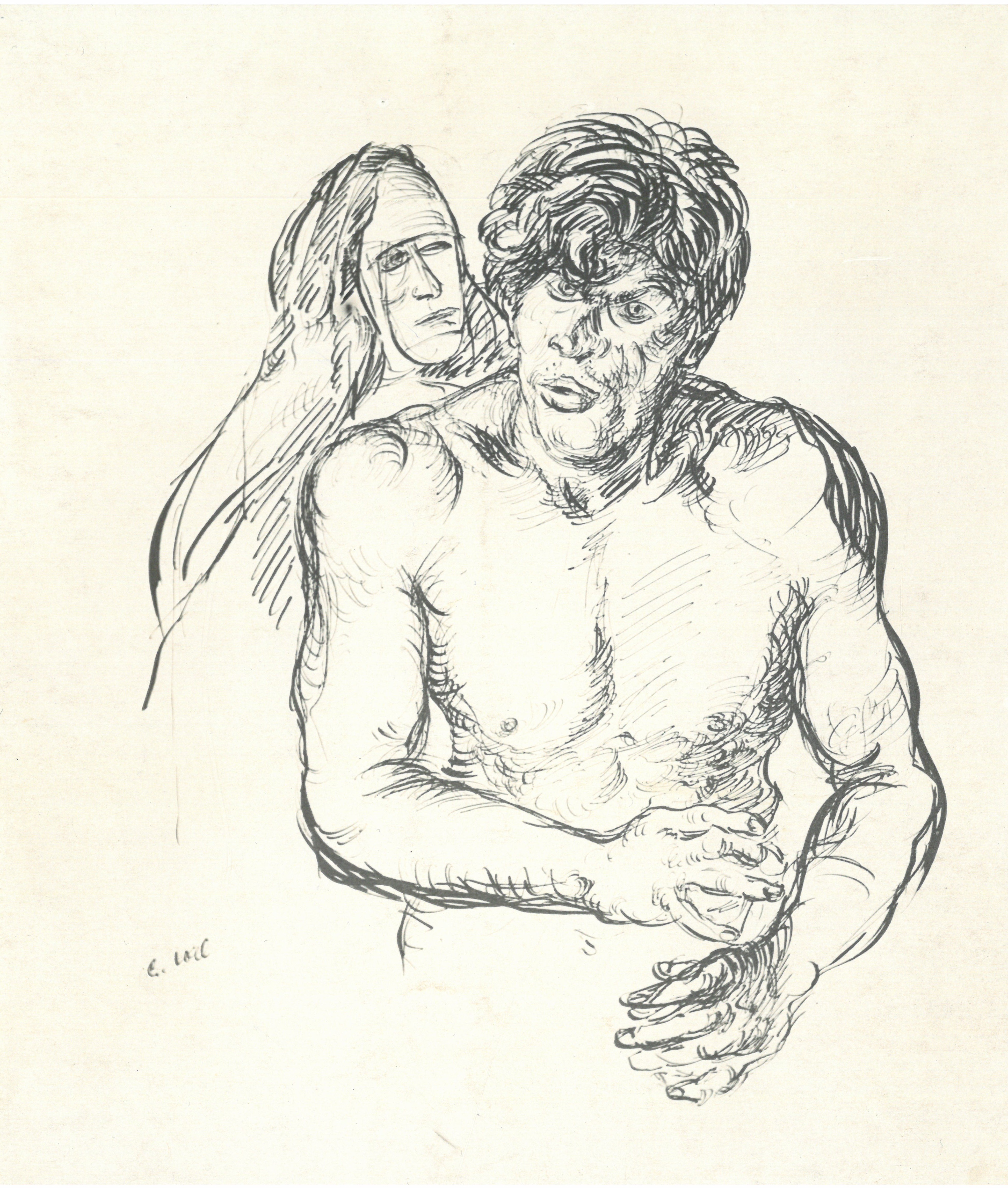
Selbstbildnis mit Nonne
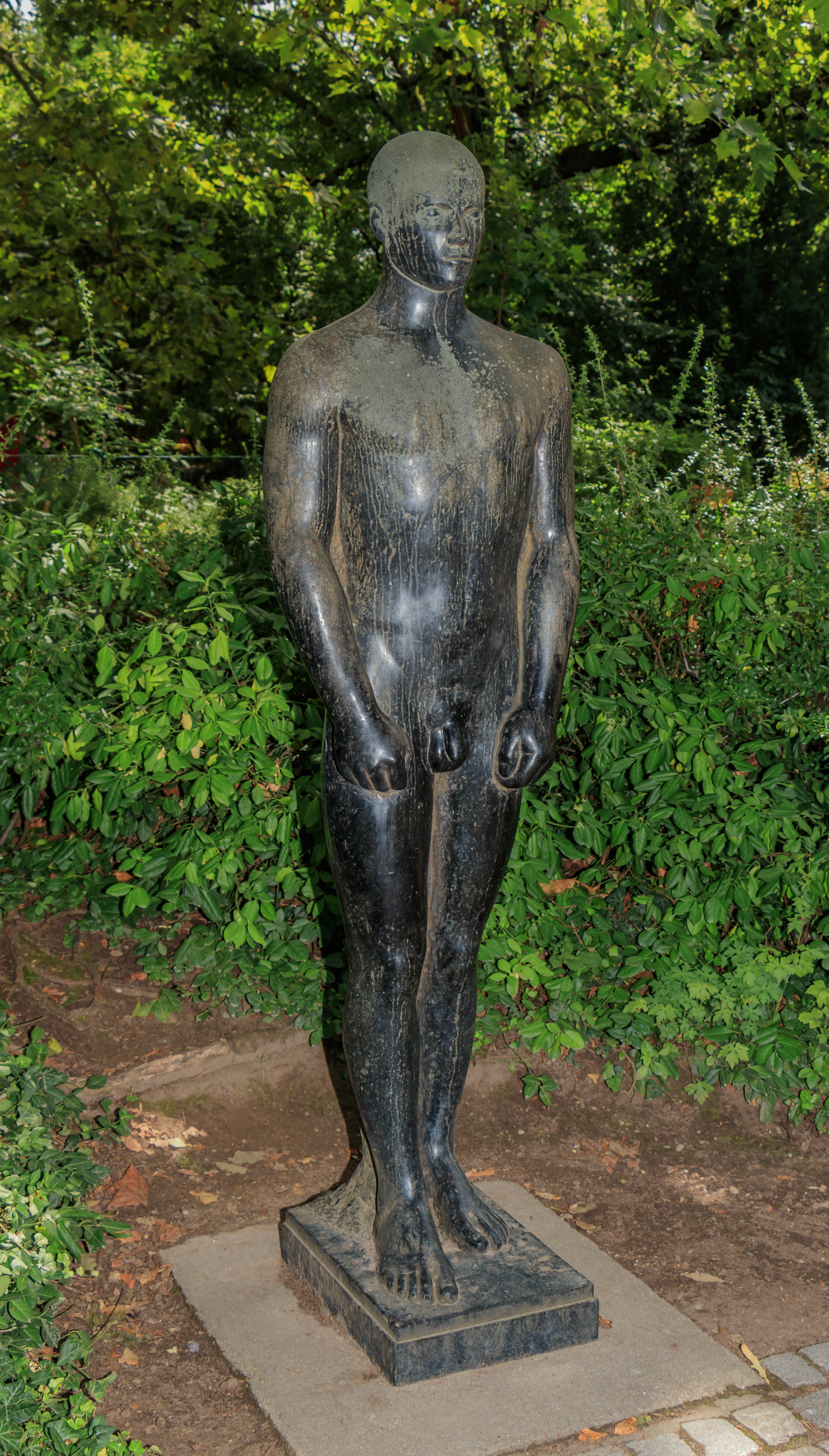
Jüngling
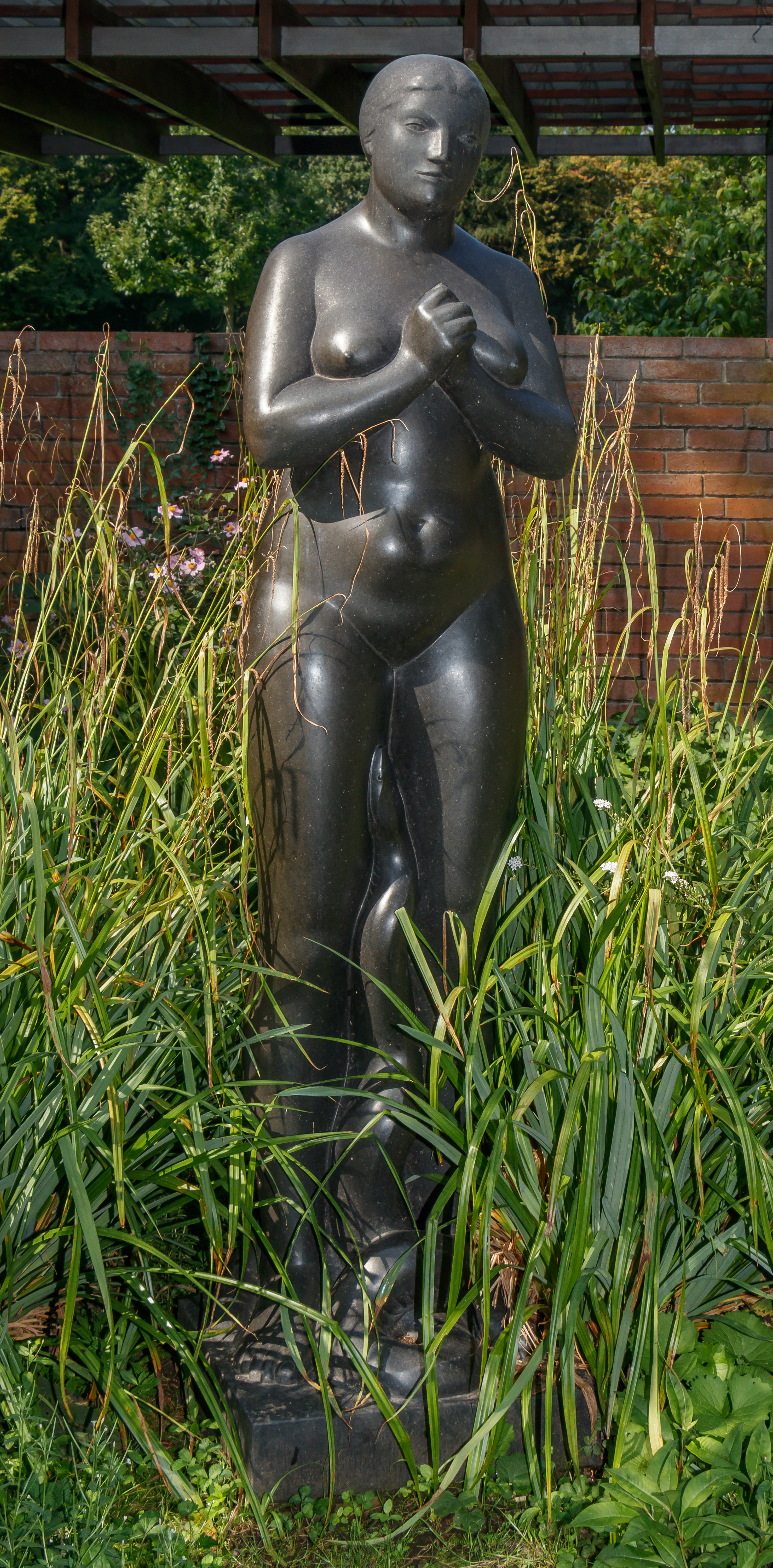
Eva
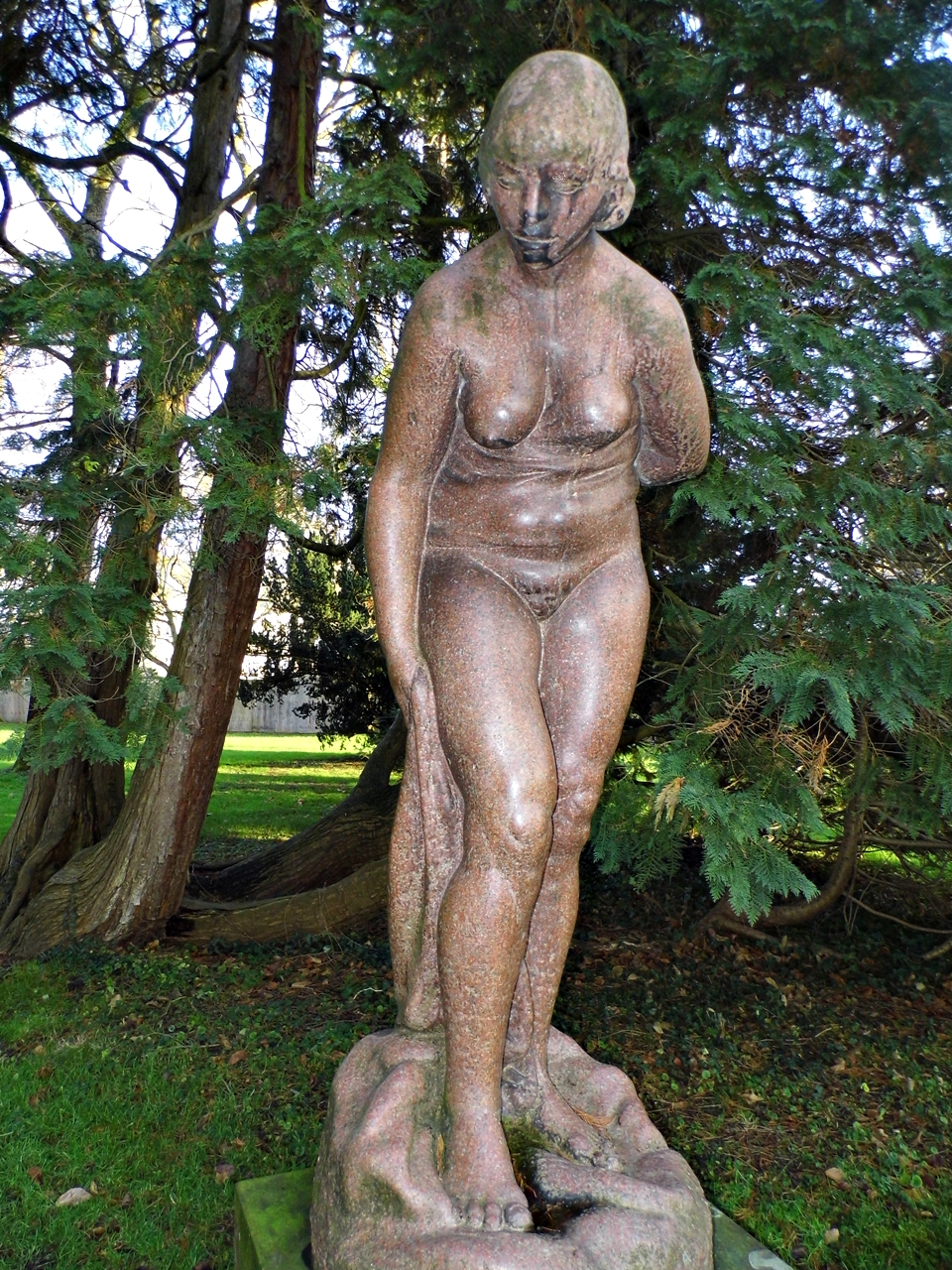
Garten Skulptur - panoramio